# Nigel Gilbert
Nigel Gilbert (* 20. März 1959) ist ein ehemaliger englischer Snookerspieler, der zwischen 1986 und 2001 für insgesamt 14 Saisons Profispieler war. In dieser Zeit erreichte er unter anderem das Viertelfinale des Grand Prix 1988 und Rang 44 der Snookerweltrangliste.

## Karriere
Gilberts erster großer Erfolg als Snookerspieler stellte sich im Jahr 1983 ein, als er das Viertelfinale der Qualifikation für die English Amateur Championship erreichte. Nachdem er 1984 beim gleichen Turnier im Achtelfinale ausgeschieden war, schied er 1985 sowohl beim ersten als auch beim zweiten Event der WPBSA Pro Ticket Series 86/87 im Achtelfinale aus. Nachdem er 1986 noch einmal das Viertelfinale der Meisterschaftsqualifikation erreicht hatte und dort gegen Robert Marshall verloren hatte, wurde er wenig später Profispieler.

### Beginn der Profikarriere
Gilbert, der aus Bedford kommt und während seiner Karriere unter Rückenproblemen litt, begann seine Profikarriere zur Saison 1986/87, in der der Engländer immer mal wieder ein Qualifikationsspiel gewinnen konnte, aber nur bei den British Open die Hauptrunde erreichte. Dort unterlag er zudem sofort Dean Reynolds. Allerdings verhalf ihm diese Teilnahme zur Platzierung auf der Weltrangliste, auf der nun Rang 99 belegte. Die nächste Saison lief jedoch besser und Gilbert schied sowohl bei der UK Championship als auch bei den British Open in der Runde der letzten 64 und beim Non-ranking-Turnier English Professional Championship in der Runde der letzten 48 aus. Sein bestes Ergebnis erzielte er bei den International Open, als er sich erst im Achtelfinale einem Gegner, namentlich dem Australier Eddie Charlton, geschlagen geben musste. Wegen dieser Erfolge verbesserte sich Gilbert auf der Weltrangliste auf Rang 56.
Im Laufe der Saison 1988/89 erreichte Gilbert einige Hauptrunden und verpasste den Einzug in diese zumeist sehr knapp – beispielsweise unterlag er bei der Snookerweltmeisterschaft in der letzten Qualifikationsrunde dem Waliser Steve Newbury. Zuvor hatte er bei der UK Championship in der Runde der letzten 32 mit 8:9 gegen John Parrott verloren, nachdem er beim Grand Prix unter anderem Eddie Charlton und Tony Knowles geschlagen hatte und erst im Viertelfinale mit 4:5 knapp gegen Alain Robidoux verloren hatte. Auf der Weltrangliste verbesserte er sich durch diesen Erfolg um zehn Ränge auf Platz 46.
Die folgende Saison verlief für Gilbert jedoch wieder etwas schlechter und häufig verpasste er es, die Qualifikation zu überstehen und eine Hauptrunde zu erreichen. Abgesehen von zwei Events der Turnierserie WPBSA Non-Ranking gelang dies ihm nur in vier Fällen: Während er beim Grand Prix und bei den European Open in der Runde der letzten 64 ausschied, musste er sich beim Classic und auch bei der Snookerweltmeisterschaft erst in der Runde der letzten 32 geschlagen geben. Dennoch verschlechterte er sich auf der Weltrangliste bis auf Rang 51.

### Stetiger Aufstieg auf Rang 44 und Absturz
Die Saison 1990/91 war jedoch geprägt von Hauptrundenteilnahmen, wobei Gilbert nur selten in der Qualifikation ausschied. Seine besten Ergebnisse waren wieder zwei Teilnahmen an einer Runde der letzten 32, diesmal wieder bei der Snookerweltmeisterschaft, aber auch bei den European Open. Trotzdem verschlechterte er sich auf der Weltrangliste erneut und belegte nun Rang 59. Ähnlich verlief auch die anschließende Spielzeit, in der Gilbert jedoch sowohl beim Dubai Classic als auch bei den European Open 1992 erst im Achtelfinale verlor. Somit konnte er sich auf der Weltrangliste wieder verbessern und belegte nun Rang 50. In der Saison 1992/93 konnte Gilbert jedoch nur noch knapp ein Viertel seiner Spiele, aufgeteilt auf nur drei von 12 Turnieren, gewinnen: So zog er beim Grand Prix und bei der UK Championship in die Runde der letzten 64 und schied dort aus, bevor er bei der Snookerweltmeisterschaft nach zwei Siegen in der finalen Qualifikationsrunde gegen David Roe verlor. Dennoch wirkte sich die Saison nur marginal auf der Weltrangliste, indem sich Gilbert auf Rang 52 verschlechterte.
Die folgende Saison hielt wieder ein paar mehr Hauptrundenteilnahmen für Gilbert bereit; bei der UK Championship erreichte er sogar die Runde der letzten 32, in der nur sehr knapp mit 8:9 Ronnie O’Sullivan unterlag. Dieser beschuldigte Gilbert anschließend des unfairen Spiels, da Gilberts „Possen“ ihm auf die Nerven gegangen wären und er sich deshalb nicht mehr hätte konzentrieren können. Später entschuldigte sich O’Sullivan aber für seine „falschen“ Behauptungen. Clive Everton beschrieb später Gilbert in seiner O’Sullivan-Biographie als „vorbildhaft[en]“ Profispieler. Gilbert jedenfalls verbesserte sich zum Saisonende auf Rang 49. Der Trend der letzten Saison setzte sich zudem in der nächsten Saison fort, als er unter anderem die Runde der letzten 48 der European Open und die erste Hauptrunde der Snookerweltmeisterschaft erreichte. Auf der Weltrangliste setzte sich ebenfalls der Trend der vergangenen Saison fort und Gilbert verbesserte sich auf Rang 44, den er nie mehr überbieten konnte.
Zur Saison 1995/96 brach Gilberts jedoch ein und er gewann nur ein einziges Spiel gegen einen unbedeutenden Schotten. Folglich stürzte er auf der Weltrangliste auf Rang 82 ab. Nachdem er in der nächsten Saison trotz deutlich mehr Siegen nie eine Hauptrunde erreichte, stürzte er auf Rang 111 ab und verlor damit nach elf Profijahren seinen Profistatus.

### Kurzes Comeback und weiteres Leben
Im Folgenden nahm Gilbert an der WPBSA Qualifying School und an der Challenge Tour teil, sodass er zur Saison 1998/99 wieder Profispieler werden konnte. Diese Saison war jedoch auch von Niederlagen geprägt, auch wenn er sowohl bei den Welsh Open als auch bei der Snookerweltmeisterschaft die Runde der letzten 64 erreichte. Auf der Weltrangliste wurde er dennoch nur auf Rang 119 geführt. Nachdem er in der folgenden Saison nur an der Snookerweltmeisterschaft teilgenommen hatte und das ohne größeren Erfolg, rutschte er auf Rang 134 ab. Anschließend bestritt er keine weiteren Profispiele und belegte 2001 nur noch Rang 183, sodass er nun endgültig seinen Profistatus verlor.
Mitte der 2010er-Jahre nahm Gilbert dreimal an der World Seniors Championship teil, schied aber jeweils noch in der Qualifikation aus.